# Hôtel de Ville – Louis Pradel
Hôtel de Ville - Louis Pradel – stacja metra w Lyonie, na linii A i C. 
Stacja metra została otwarta 2 maja 1978.